# F 2 (sous-marin)
Pour les articles homonymes, voir F2.
Le F 2 est un sous-marin italien de la classe F, lancé pendant la Première Guerre mondiale et en service dans la Regia Marina.

## Caractéristiques
La classe F déplaçait 260 tonnes en surface et 320 tonnes en immersion. Les sous-marins mesuraient 46,63 mètres de long, avaient une largeur de 4,22 mètres et un tirant d'eau de 2,62 mètres. Ils avaient une profondeur de plongée opérationnelle de 40 mètres. Leur équipage comptait 2 officiers et 24 sous-officiers et marins.
Pour la navigation de surface, les sous-marins étaient propulsés par deux moteurs diesel FIAT de 325 chevaux-vapeur (cv) (239 kW) chacun entraînant deux arbres d'hélices. En immersion, chaque hélice était entraînée par un moteur électrique Savigliano de 250 chevaux-vapeur (184 kW). Ils pouvaient atteindre 12,3 nœuds (22,8 km/h) en surface et 8 nœuds (14,8 km/h) sous l'eau. En surface, la classe F avait une autonomie de 1 200 milles nautiques (2 222 km) à 9,3 noeuds (17,22 km/h); en immersion, elle avait une autonomie de 139 milles nautiques (257 km) à 1,5 noeuds (2,77 km/h).
Les sous-marins étaient armés de 2 tubes lance-torpilles à l'avant (proue) de 45 centimètres, pour lesquels ils transportaient un total de 4 torpilles. Sur le pont arrière se trouvait 1 canon antiaérien Armstrong de 76/30 mm pour l'attaque en surface. Ils étaient également équipés d'une mitrailleuse Colt de 6,5 mm.

## Construction et mise en service
Le F 2 est construit par le chantier naval FIAT-San Giorgio de La Spezia en Italie, et mis sur cale le 3 juin 1915. Il est lancé le 4 juin 1916 et est achevé et mis en service le 8 septembre 1916. Il est commissionné le même jour dans la Regia Marina.

## Historique
En décembre 1916, le F 2 est affecté à la Flottille sous-marine à Ancône, mais en fait il est basé à Venise et à Porto Corsini,,. Il fait partie du IIe Escadron de sous-marins.
Jusqu'en décembre 1917, il est commandé par le lieutenant de vaisseau (tenente di vascello) Achille Gaspari Chinaglia, qui est ensuite remplacé par le lieutenant de vaisseauGiulio Galimberti,.
Il est employé dans des embuscades offensives sur les voies de navigation marchande austro-hongroises et dans le canal de Fažana, effectuant un total de 35 missions de guerre,.
Du début de l'après-guerre à sa radiation, il participe à des exercices et des compétitions de tir de torpilles,.
Radiée le 1er février 1929, il est envoyé à la casse.